# Mycalesis baumanni
Mycalesis baumanni är en fjärilsart som beskrevs av Karsch 1894. Mycalesis baumanni ingår i släktet Mycalesis och familjen praktfjärilar. Inga underarter finns listade i Catalogue of Life.

## Bildgalleri

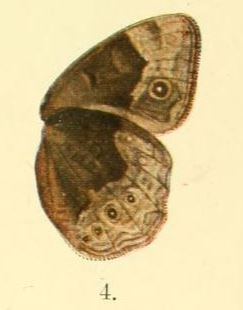